# Ciudad Deportiva del Villarreal Club de Fútbol
La Ciudad Deportiva del Villarreal Club de Fútbol è il complesso sportivo della formazione a livello junior club del Villarreal B:uno dei complessi sportivi di grande rilievo in Europa. Questa è una vera e propria città dedicata allo sport:ci sono nove campi da calcio, qualcuno di erba artificiale e tutto su una superficie di 70.000 metri quadrati. La città per lo sport ha una residenza per i giovani talenti che provengono da tutto il mondo, ma specialmente nelle vicinanze e nelle aree circostanti.
La città dello sport è un luogo dove vengono organizzati molti tornei durante l'anno:locali, provinciali, universitari, di veterani e soprattutto per il calcio della scuola.
La città dello sport ha tre campi di calcio in erba naturale, illuminati. In uno di essi, effettuate quotidianamente la pratica prima squadra. Le altre due società controllate, una per esercizio ogni giorno e l'altro per giocare i loro giochi. Quest'ultimo è utilizzato dal Villarreal B e ha circa 5.000 spettatori.
Ecco l'elenco di tutti gli impianti sportivi della "città sportiva":
Campo 1: erba naturale. Capienza: 5.000.
Campo 2: erba naturale.
Campo 3: erba naturale.
Campo 4: Calcio 11 (90 x 60 metri). In erba sintetica.
Campo 5: Calcio 11 (100 x 65 metri). In erba sintetica.
Campo 6: Calcio 7 (60 x 35 metri). In erba sintetica.
Campo 7: Calcio 7 (60 x 35 metri). In erba sintetica.
Campo 8: Calcio 7 (60 x 35 metri). In erba sintetica.
Campo 9: Calcio 5. In erba sintetica
Campo 10: Calcio 3. In erba sintetica.